# Wiadro krwi
Wiadro krwi (ang. A Bucket of Blood) – amerykańska czarna komedia z 1959 roku w reżyserii Rogera Cormana. W roli głównej wystąpił Dick Miller. Budżet produkcji wyniósł 50 tys. $.
Film został nakręcony w ciągu pięciu dni i swoją estetyką przypomina inne filmy tego reżysera. Scenariusz napisał Charles B. Griffith.
W 1995 roku powstał telewizyjny remake pod tym samym tytułem.

## Opis fabuły
Film opowiada o przygnębionym i wrażliwym chłopaku z kawiarni, w której przesiaduje bohema. Bohater jest uznawany za błyskotliwego rzeźbiarza. Przypadkowo zabija kota swojej gospodyni i pokrywa jego ciało gliną, aby ukryć dowody. Staje się mordercą, gdy zostaje zmuszony do stworzenia podobnej pracy.

## Obsada
- Dick Miller jako Walter Paisley
- Barboura Morris jako Carla
- Antony Carbone jako Leonard de Santis
- Julian Burton jako Maxwell H. Brock
- Ed Nelson jako Art Lacroix
- John Brinkley jako Will
- John Herman Shaner jako Oscar
- Judy Bamber jako Alice
- Myrtle Vail jako Mrs. Swickert
- Bert Convy jako Lou Raby